# Aleko (szczyt)
Aleko (bułg. Алеко) – szczyt pasma górskiego Riła, w Bułgarii, o wysokości 2713 m n.p.m.